# Післякомп'ютерна ера

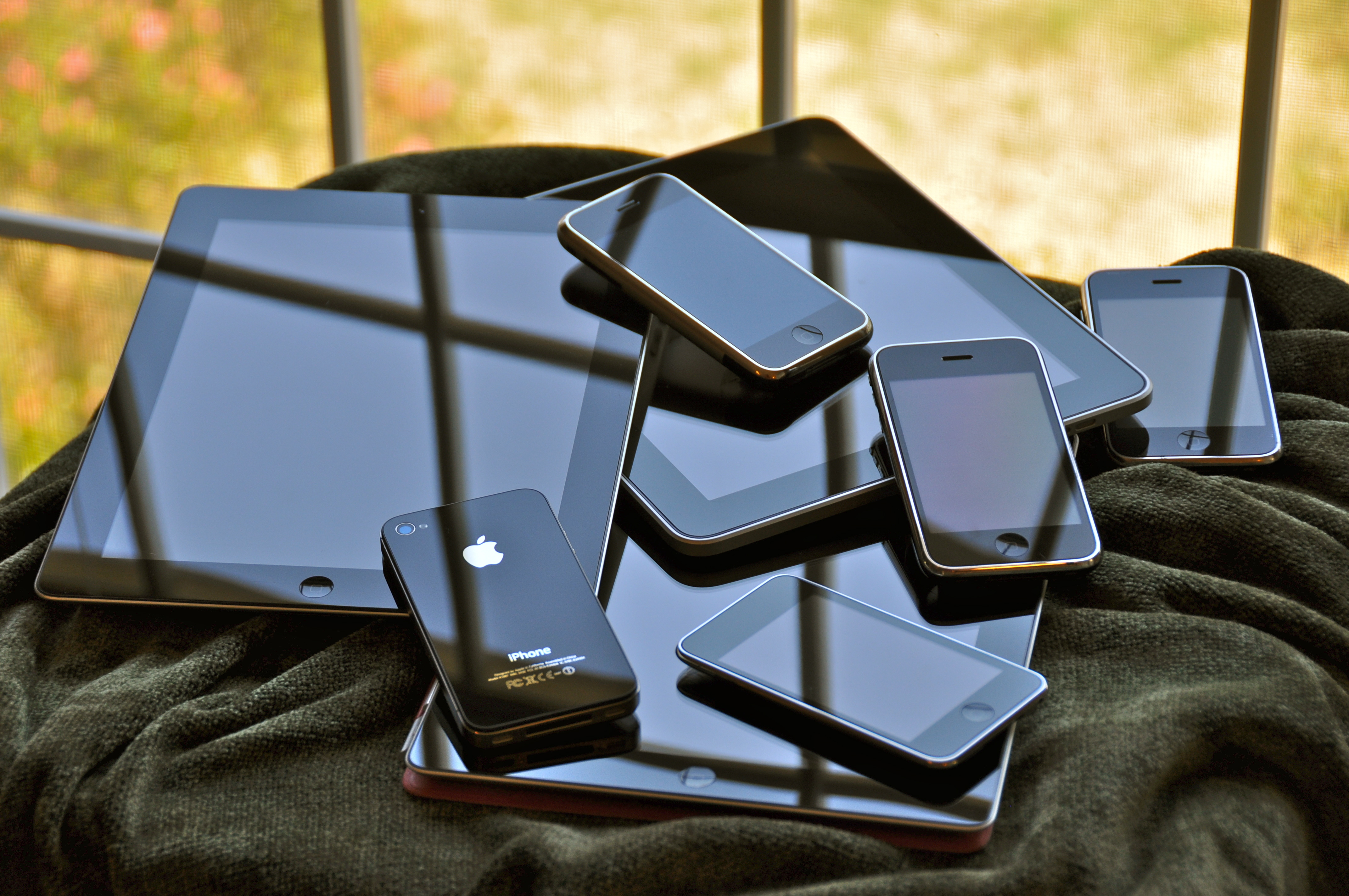
Вибір пристроїв Apple, включаючи різні моделі iPhone, iPad та iPod touch. Всі вони вважаються прикладами «після комп'ютерних пристрїв».

Післякомп'ютерна ера або Післякомп'ютерна епоха (англ. Post-PC era) — це ринкова тенденція, що спостерігалася наприкінці 2000-х і в 2010-х роках, для якої стало характерним падіння продажів персональних комп'ютерів (ПК) на користь «посткомп'ютерних пристроїв», які включають мобільні пристрої, такі як смартфони та планшетні комп'ютери, а також інші планшетні комп'ютери, як носимі та всюдисущі .
Основні відмінні якості цих після комп'ютерних пристроїв — мобільність і портативність (з мінімальним споживанням електроенергії), прості інтерфейси (наприклад, сенсорний екран, керований пальцями) і легка доступність підключення до Інтернету, в тому числі використання хмарних сервісів і відкритих вебстандартів, а також мобільних додатків з можливістю безперешкодної синхронізації інформації між різними пристроями.
Вперше цей термін був введений вченим з Массачусетського технологічного інституту Девідом Д. Кларком . Хоча Білл Гейтс і Стів Джобс, колишні керівники Microsoft і Apple, також передбачали перехід до мобільних пристроїв як основного методу обчислень та доповнення до ПК, Джобс популяризував термін «після-ПК» у 2007 році (запуск першого iPhone), а в 2011 році запустив iCloud — послугу, що дозволяє лінійці пристроїв Apple синхронізувати дані з ПК за допомогою хмарних служб, звільняючи їх пристрої iOS від залежності від ПК.

## Історія
Термін «після ПК» був вперше використаний Девідом Д. Кларком у 1999 році; розглядаючи майбутнє обчислювальної техніки як " неоднорідне " та «мережу, повну послуг». Кларк описав світ, де «все» зможе під'єднатися до Інтернету (включаючи годинники та тостери), обчислення здійснюватимуться в основному за допомогою інформаційних приладів, а дані будуть зберігатися централізованими хостинговими службами, а не на фізичних дисках.
В опублікованій в 1999 році статті для Newsweek, генеральний директор Microsoft Білл Гейтс передбачив пейзаж, який він назвав «PC Plus», де персональні комп'ютери будуть використовуватися поряд з пристроями, які легко синхронізують дані (наприклад, події календаря, файли, електронні листи тощо) з ПК для полегшення доступності там, де це потрібно для користувача. На виставці Macworld Expo у 2001 році, невдовзі після того, як луснула бульбашка доткомів і серед загальногалузевої тривоги щодо майбутнього ПК, засновник та генеральний директор Apple Стів Джобс оголосив про стратегію розгляду ПК (зокрема, Macintosh) як " цифровий концентратор "для майбутніх мобільних пристроїв (наприклад, MP3-плеєр iPod). Джобс заявив, що "ми не думаємо, що персональний комп'ютер взагалі вмирає. Ми не думаємо, що ПК взагалі рухається від центру. Ми думаємо, що він розвивається. Так само як і з того часу, як він був винайдений у 1975.

## Критика
До середини 2010-х років ряд ЗМІ почав ставити під сумнів існування ери.